# Broeder Dieleman
Broeder Dieleman is de artiestennaam van Tonnie Dieleman, een Nederlandse singer-songwriter uit Axel die zingt in het Zeeuws. Terugkerende thema's in de liedjes zijn het Zeeuwse landschap, Bijbelse verhalen en personages en gebeurtenissen uit de Zeeuwse folklore.

## Discografie

### Albums
- 2012: Alles is ijdelheid
- 2014: Gloria
- 2015: Uut de bron
- 2018: komma
- 2020: De Liefde is de Eerste Wet
- 2023: Oh Mijn Ziel

#### De Mannen Broeders
- 2024: Sober Maal[1]

### Singles en ep's
- 2013: Klein zieltje EP
- 2015: Gloria / Drie vragen (met Bonnie Prince Billy)
- 2016: Kleinpolderplein
- 2018: De Groeten
- 2018: Vergeving (met Wannes Cappelle en Frans Grapperhaus)
- 2019: Wat doen we met het verdriet
- 2019: Dit is de bedoeling EP (met Wannes Cappelle en Frans Grapperhaus)
- 2020: Jakobsladder
- 2020: Nieuw raam
- 2021: Love is the first law/There are worms in your circle (7", met Bonnie Prince Billy)
- 2022: De Eerste Knecht
- 2022: De Koeter
- 2023: Ochtendvier (met Baby Dee en Peter Slager)

### Soundtracks
- 2013: Land van verandering (titelnummer voor de gelijknamige documentaire)
- 2014: Brasil (nummer voor de documentaire Braziliaanse koorts)
- 2016: Ik kan blijven kijken (Zeeuwse versie van de titelsong van de televisieserie A'dam-E.V.A)

## Trivia
Broeder Dieleman beoefent ook de papierknipkunst in de geest van de Zeeuwse knipkunstenaar Jan de Prentenknipper. Voor een aantal platenhoezen heeft Dieleman zelf de ontwerpen gesneden. 
- International Standard Name Identifier: 0000 0003 9203 4402
- MusicBrainz: 6756dd50-c559-4e94-8b53-fce2a7e26881
- Nederlandse Thesaurus van Auteursnamen: 353003581
- Virtual International Authority File: 286023621